# Sylvia conspicillata

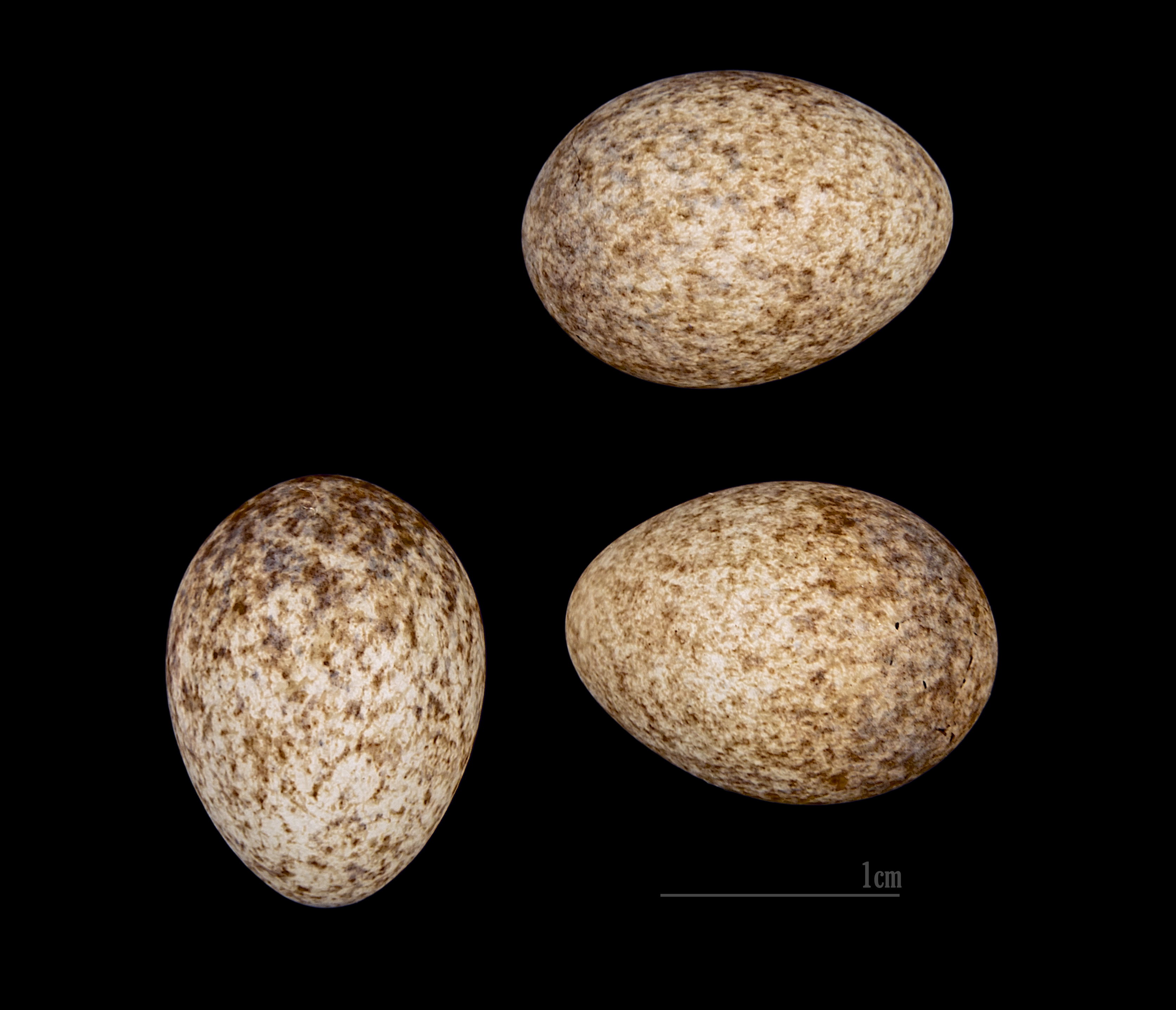
Sylvia conspicillata

Sylvia conspicillata là một loài chim trong họ Sylviidae.